# イットリア安定化ジルコニア
イットリア安定化ジルコニア（イットリアあんていかジルコニア、英: yttria-stabilized zirconia、YSZ）はジルコニアを元とした酸化物で、酸化イットリウムを添加して、室温下でのジルコニアの結晶構造を安定化させたものである。「ジルコニア（酸化ジルコニウム）」（化学式: ZrO2）と「イットリア（酸化イットリウム）」（化学式: Y2O3）から成っているので、このような名前が付けられている。
安定化されていないジルコニアは高温領域で相転移を起こすため、立方晶または正方晶での安定化を図るために安定化剤として、酸化イットリウムを5 - 10 %程度加えたものである。

## 物的性質
硬度が高く（キュービックジルコニアの場合でモース硬度が8 - 8.5）、イオン伝導性に優れている。また、高温（600 ℃以上）で固体電解質となる。
安定化剤として酸化カルシウムを加えた、酸化カルシウム安定化ジルコニアに比べ、高温長時間での安定性が高い（脱安定化性が低い）。

## 応用
YSZには多くの応用がある。
- 硬度と化学不活性であること（例：歯のクラウン）
- 耐火物として (例：ジェットエンジン、車のブレーキパーツ）
- イオン性伝導性を生かした電気伝導性セラミックスとして（例：排気ガス中の酸素濃度の測定、高温の湯のpH計測、燃料電池など）
- 固体酸化物形燃料電池 (SOFC)製品の材料として
- 硬度と単結晶中の光学特性から、宝石として（キュービックジルコニア）

関連材料として、酸化カルシウム、酸化マグネシウム、酸化セリウム（セリア）、または酸化アルミニウム（アルミナ）安定化ジルコニア、部分安定化ジルコニア（PSZ）がある。安定化ハフニア（酸化ハフニウム）も知られている。